# Pelagial

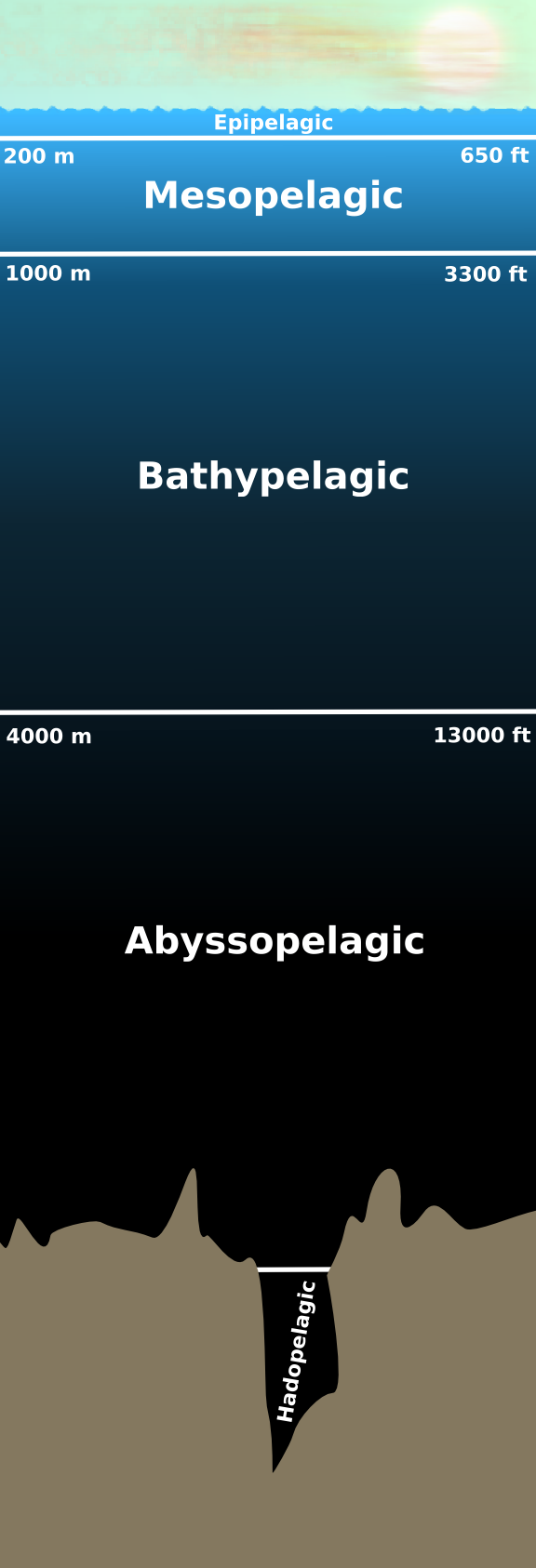
Diagram över pelagiska zoner.

Pelagial är den fria vattenmassan i ett havsområde, det vill säga den vattenmassa som inte hör till litoralzonen (strandzonen) eller den demersala zonen (bottenzonen). Pelagial kan även beteckna den del av en sjö som befinner sig över kompensationsnivån (nära ytan) och inte hör till litoralen. 
Epipelagial avser den delen av den fria vattenmassan där tillräckligt mycket solljus når ner för att fotosyntes ska kunna ske.

## Ekosystem
En organism som lever i ett pelagialt område kallas pelagisk. Ordet "pelagisk" kommer från grekiskans πέλαγος (pélagos), "öppet hav". När begreppet används om havsfåglar menas fåglar som tillbringar sina liv till största delen över öppet hav. Ibland åsyftas också organismer som lever i icke strandnära områden i stora sjöar, som exempelvis Victoriasjön och Tanganyikasjön.
En pelagisk organism följer vanligen mer eller mindre passivt med dit strömmarna för den. Ofta rör sig en sådan organism i vertikal riktning genom att på något sätt stiga uppåt eller låta sig sjunka nedåt. Men det finns också exempel på pelagiska organismer som är aktivare simmare och inte på samma sätt beroende av havsströmmarna. Bara en liten del av det totala antalet djurarter i havet lever hela sitt liv pelagiskt och den fria, öppna vattenmassan är en jämförelsevis artfattig del av havet. Många havslevande djur, särskilt bland tagghudingar, blötdjur, kräftdjur och fiskar har dock ägg eller larver som är pelagiska, medan de fullvuxna djuren lever närmare kuster, korallrev eller bottnar.
Inom 1900-talets stora industriella valfångst används begreppet pelagisk fångst för verksamhet utan fasta landstationer, där valfångsten bedrivs med fångstfartyg som opererar i öppen sjö.